# Swiss Cancer Institute
Das Swiss Cancer Institute (vormals Schweizerische Arbeitsgemeinschaft für Klinische Krebsforschung SAKK) ist eine Nonprofit-Organisation und Forschungseinrichtung von nationaler Bedeutung (Art 15 FIFG), welche seit 1965 patientenorientierte klinische Krebsstudien durchführt. Ihr wichtigstes Ziel ist es, neue Krebstherapien zu erforschen, bestehende Behandlungen weiterzuentwickeln und die Heilungschancen von krebskranken Patientinnen und Patienten zu verbessern. Die ordentlichen Mitglieder des Swiss Cancer Institute sind die klinisch-onkologischen Zentren an den Kantons- und Privatspitälern bzw. an den Universitätskliniken. Sie arbeiten mit weiteren Spitälern sowie Ärztinnen und Ärzten zusammen und bilden gemeinsam das Netzwerk des Swiss Cancer Institute.
Das Kompetenzzentrum in Bern unterstützt forschende Ärztinnen und Ärzte dabei, multizentrische und interdisziplinäre Studien zu entwickeln und durchzuführen.

## Tätigkeitsbereiche
Das Swiss Cancer Institute hat für ihre Studien in der klinischen Krebsforschung die Sponsoringverantwortung, was die gesamte Planung, Entwicklung und Durchführung der Studien bis hin zur Publikation umfasst. Zirka 1650 Forscherinnen und Forscher der Swiss Cancer Institute-Mitgliederspitäler nutzen ihre Angebote und engagieren sich in den 20 Forschungsgruppen. Die Forschungsgruppen sind in allen Krebsarten und Disziplinen tätig.
Ihnen und auch anderen akademischen Forschenden im Bereich Krebsforschung stehen die Dienstleistungen des Swiss Cancer Institute offen: Protokollentwicklung für klinische Studien, Identifikation von Studienzentren, Database Development, Clinical Data Management, Studienmethodik und Statistik, Projektmanagement, On-site Monitoring, Regulatory Affairs, Qualitätssicherung (inkl. Audits), Pharmakovigilanz, Recht und Compliance. Seit mehreren Jahren ist das Swiss Cancer Institute zusätzlich in allen SCTO-Plattformen (Swiss Clinical Trial Organisation) vertreten.
Das Swiss Cancer Institute erfüllt gesundheitspolitische Aufgaben und arbeitet für günstige regulatorische Rahmenbedingungen. Im Rahmen der Nationalen Strategie gegen Krebs (NSK) war das Swiss Cancer Institute bei mehreren Projekten im Lead und beteiligte sich aktiv an der Nachfolgestruktur der NSK, dem Oncosuisse-Forum. In neuerer Zeit ist das Swiss Cancer Institute bei der Entwicklung des Swiss Personalized Health Network (SPHN) sowie – in Kooperation mit der SCTO – beim Aufbau des National Coordination Platform Clinical Research (CPCR) aktiv beteiligt.
Im Rahmen eines Pilotprojekts gründete das Swiss Cancer Institute 2015 den Patientenrat Swiss Cancer Institute. Der Rat ist als beratendes Organ heute fest in der Organisation des Swiss Cancer Institute verankert. Seine zehn Mitglieder bringen die Perspektive der Krebsbetroffenen in Strategie, Kommunikation, Studienentwicklung und Studienabwicklung ein. Forschungsgruppen interessieren sich für ihre Sichtweisen, Förderinstitutionen setzen ihre Beteiligung teils sogar voraus.
Das Swiss Cancer Institute wird vom Bund mit einem Grundbeitrag finanziell unterstützt. Die Ziele, welche das Swiss Cancer Institute mit den vom Bund zur Verfügung gestellten Mitteln zu erfüllen hat, sind in einer Leistungsvereinbarung zwischen dem Staatssekretariat für Bildung, Forschung und Innovation (SBFI) und des Swiss Cancer Institute festgelegt.

## Geschichte
Schweizer Ärzte, die nach Forschungsaufenthalten aus den USA zurückkehrten, gründeten 1965 die Schweizerische Chemotherapiegruppe, welche später in SAKK umbenannt wurde. Heute firmiert der Verein unter dem Namen Swiss Cancer Institute. In den siebziger Jahren pflegte das Swiss Cancer Institute enge Kooperationen mit amerikanischen kooperativen Studiengruppen. In den achtziger Jahren hat es vor allem bei den gastrointestinalen Tumoren und dem Mammakarzinom – dank der Teilnahme an Studien der International Breast Cancer Study Group (IBCSG) – Studien durchgeführt und publiziert.
1991 wurde das Swiss Cancer Institute in das Schweizerische Institut für angewandte Krebsforschung (SIAK) überführt. Unter dem Dach des SIAK wurde das Drei-Sparten-Modell der angewandten onkologischen Forschung geschaffen:
- Swiss Cancer Institute (vormals SAKK): Klinische Krebsforschung bei Erwachsenen
- Vereinigung schweizerischer Krebsregister (VSKR): Epidemiologische Studien über Krebshäufigkeit, Erforschung von Risikofaktoren und Auswertung von Präventionsprogrammen
- Schweizerische Pädiatrische Onkologiegruppe (SPOG): Klinische Krebsforschung bei Kindern und Jugendlichen

2007 fusionierte das Swiss Cancer Institute mit der SIAK. Die neu entstandene Organisation wurde neu unter dem Namen SAKK geführt. Am 1. Juli 2025 bekam die SAKK einen neuen Namen: Swiss Cancer Institute. Diese Veränderung markiert einen neuen Abschnitt für die nationale Organisation für klinische Krebsforschung in der Schweiz und unterstreicht die dynamische Entwicklung und die überzeugende Vision für die Zukunft. 
Das Swiss Cancer Institute umfasst ein  Netzwerk von rund 20 Forschungsgruppen in der ganzen Schweiz sowie ein Koordinationszentrum in Bern. Die regionalen Krebsregister arbeiten seither im Rahmen einer schweizerischen Stiftung, dem National Institute for Cancer Epidemiology and Registration (NICER), zusammen. Die Schweizerische Pädiatrische Onkologiegruppe (SPOG) bleibt als eigenständiger Verein bestehen und widmet sich weiterhin der Krebsforschung bei Kindern und Jugendlichen.

## Aufbau der Organisation
Das Swiss Cancer Institute ist eine Nonprofit-Organisation mit der Rechtsform eines Vereins im Sinne von Artikel 60ff des Schweizerischen Zivilgesetzbuches. Die ordentlichen Mitglieder des Swiss Cancer Institute sind die klinisch-onkologischen Hauptzentren an den Kantons- und Regionalspitälern bzw. den Universitätskliniken. Jedes Hauptzentrum arbeitet mit anderen Spitälern sowie Ärztinnen und Ärzten zusammen, wodurch ein Netzwerk entsteht, dessen Zentrum das Kompetenzzentrum in Bern ist. Die Mitarbeitenden des Swiss Cancer Institute Kompetenzzentrums entwickeln in Zusammenarbeit mit Ärzten neue Studien, sammeln Daten, werten diese nach Abschluss der Studien aus und sind für deren Publikation zuständig. Ausserdem nimmt das Kompetenzzentrum administrative und finanzielle Pflichten des Vereins wahr.